# Gabriel z Blaouza
Gabriel z Blaouza (ur. prawdopodobnie w 1625 w Blaouza, zm. 31 października 1705) – duchowny katolickiego kościoła maronickiego, w latach 1704–1705 58. patriarcha tego kościoła - "maronicki patriarcha Antiochii i całego Wschodu".